# Włocławek
Włocławek (výslovnost [vuocuavek], česky Vladislav, německy Leslau, rusky Vloclavsk) je polské město v Kujavsko-pomořském vojvodství na soutoku řek Visla a Zgłowiączka. V roce 2008 zde žilo 118 432 obyvatel , což představovalo třetí místo z hlediska lidnatosti ve vojvodství.